# جيل آيزنشتات
جيل آيزنشتات (بالإنجليزية: Jill Eisenstadt)‏ (15 يونيو 1963)؛ روائية أمريكية. درست في جامعة كولومبيا.